# Dipartimento dell'Artibonite
Il dipartimento dell'Artibonite è un dipartimento di Haiti. Il capoluogo è Les Gonaïves.
Il dipartimento prende il nome dall'omonimo fiume.

## Geografia antropica

### Suddivisioni amministrative
Il dipartimento dell'Artibonite è suddiviso in 5 arrondissement:
- Dessalines
- Gros-Morne
- Les Gonaïves
- Marmelade
- Saint-Marc